# Jean Chastanié
Jean Chastanié, in einigen Berichten auch Jacques Chastanié, (* 24. Juli 1875 in Lorient; † 14. April 1948 in Paris) war ein französischer Leichtathlet.
Bei den Olympischen Spielen 1900 in Paris nahm er an beiden Hindernisläufen teil: Über 2500 m wurde er Dritter, über 4000 m Vierter.
Im Mannschaftslauf über 5000 m, bei dem fünf Läufer seines Vereins Racing Club de France gegen ebenso viele eines britisch-australischen Teams antraten, belegte er in der Einzelwertung den fünften Platz. In der Gesamtwertung setzten sich die Briten durch und verwiesen die Franzosen auf den zweiten Rang.
Chastanié gewann 1901 den französischen Meistertitel im 400-Meter-Lauf und 1903 den Titel über 800 Meter.